# Proteuxoa amathodes
Proteuxoa amathodes är en fjärilsart som beskrevs av Turner 1908. Proteuxoa amathodes ingår i släktet Proteuxoa och familjen nattflyn. Inga underarter finns listade i Catalogue of Life.